# Pomnik Tadeusza Kościuszki w Opocznie
Pomnik Tadeusza Kościuszki w Opocznie – pomnik poświęcony Tadeuszowi Kościuszce, przywódcy powstania narodowego z 1794 roku. Znajduje się w centralnym miejscu dawnego Opoczna, na placu jego imienia. Powstał poprzez przekształcenie wcześniejszego obelisku wdzięczności dla cara upamiętniającego uwłaszczenie chłopów w Królestwie Polskim.
Obelisk pierwotnie został wzniesiony w 1908 ze składek mieszkańców Opoczna i wsi Kozenin. Wznosił się na wysokość pięciu metrów, dodatkowo został umieszczony na dwustopniowym podwyższeniu i otoczony niższymi słupami kamiennymi z łańcuchami (elementy te przeniesiono sprzed rozebranej cerkwi św. Włodzimierza). Na pomniku znajdowały się napisy hołdownicze odnoszące się do działalności cesarza Wszechrusi Aleksandra II.
Z okazji 100 rocznicy śmierci generała pomnik został obniżony, stare napisy usunięte, zaś na zachowanej części obelisku ustawiono gipsowe popiersie Tadeusza Kościuszki wykonane przez krakowskiego rzeźbiarza Stanisława Popławskiego. Ten materiał rzeźbiarski ulegał jednak szybkiej erozji, dlatego w latach 20. XX w. wykonano kolejne popiersie tym razem z piaskowca. W okresie okupacji hitlerowskiej popiersie zakopano na terenie miejskiej elektrowni, aby nie wpadło w ręce okupanta, a na pustym cokole ustawiono skrzynkę z kwiatami.
Uroczyste odsłonięcie pomnika nastąpiło 15 października 1917 r. Na cokole wyryto napisy: od strony południowej – „Tadeuszowi Kościuszce rodacy 15 X 1917”, od strony wschodniej – „Że osoba wszelkiego włościanina jest wolna i że mu wolno przenieść się gdzie chce – manifest połaniecki”, od strony północnej – „W stuletnią rocznicę zgonu naczelnika 15 X 1917”, od strony zachodniej – „Wolność! Całość!! Niepodległość, pieczęć T. Kościuszki”. W górnej części cokołu na wszystkich czterech płaszczyznach umieszczono płaskorzeźbę przedstawiającą orła w koronie ze stylizowaną literą S na piersiach.
W 1988 r. przeprowadzono prace konserwatorskie pomnika, w czasie których usunięto starą farbę, mchy i porosty oraz wyrównano powstałe ubytki.

## Galeria

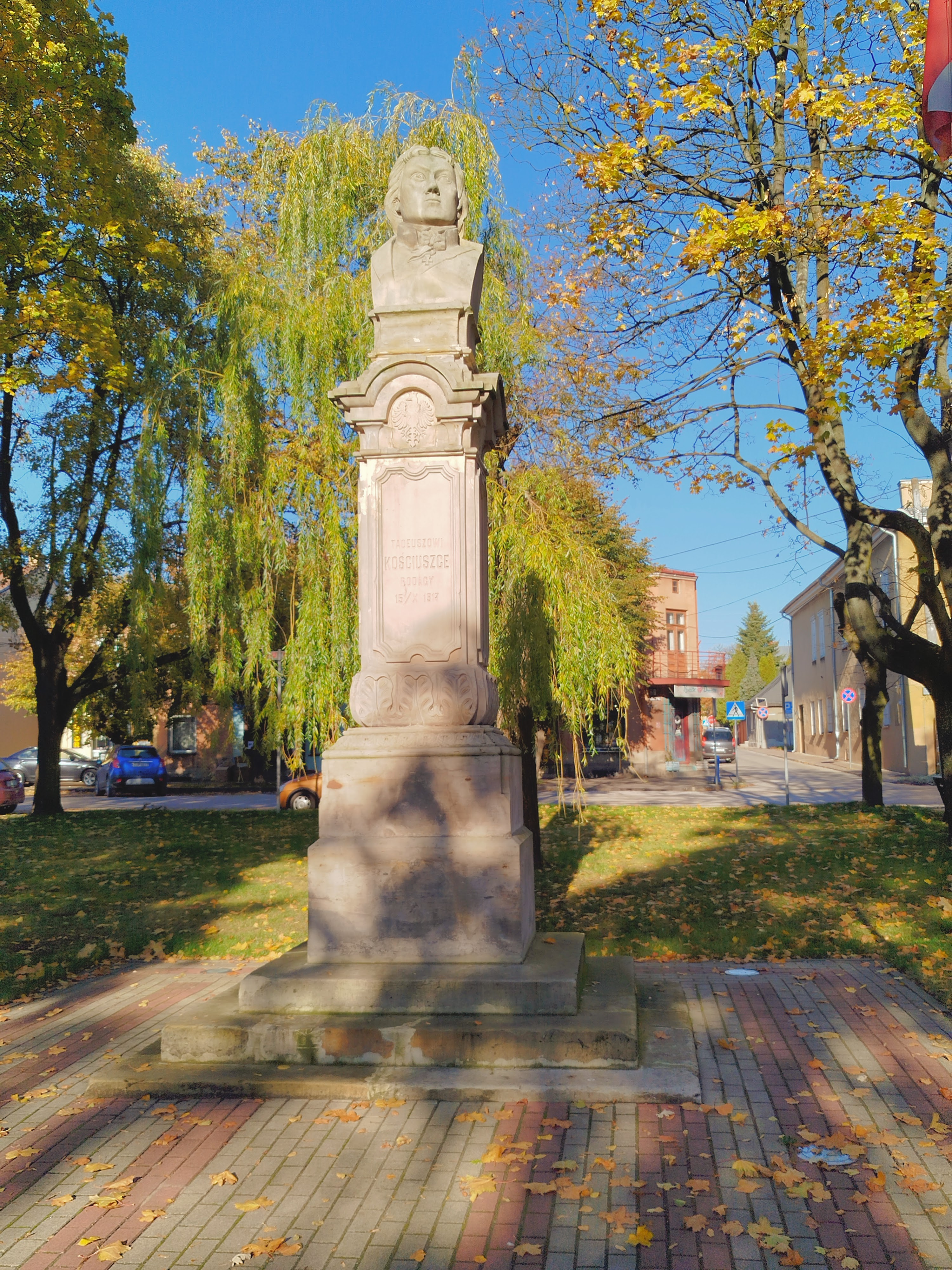
Pomnik Tadeusza Kościuszki w Opocznie – widok od strony południowej
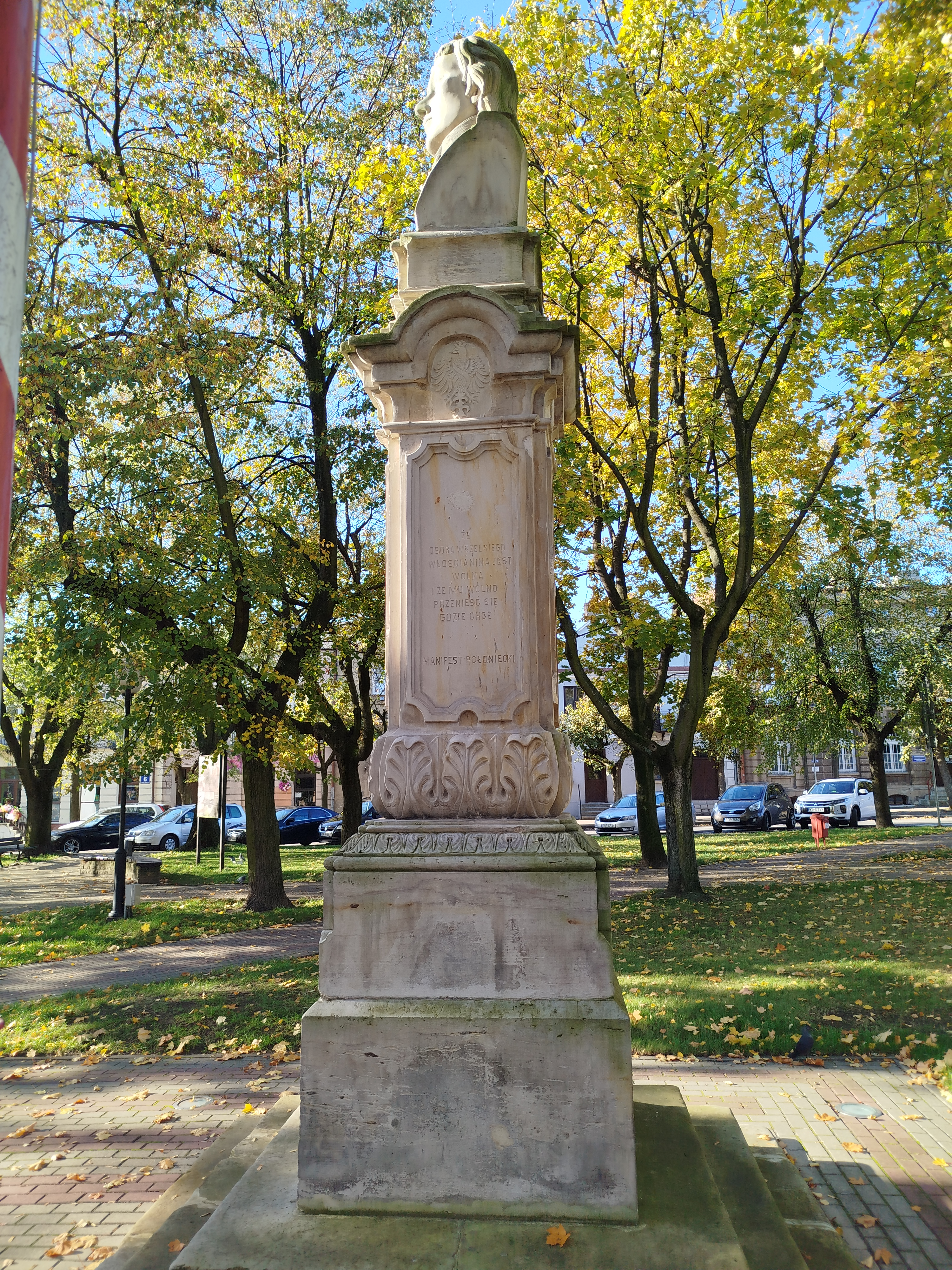
Pomnik Tadeusza Kościuszki w Opocznie – widok od strony wschodniej
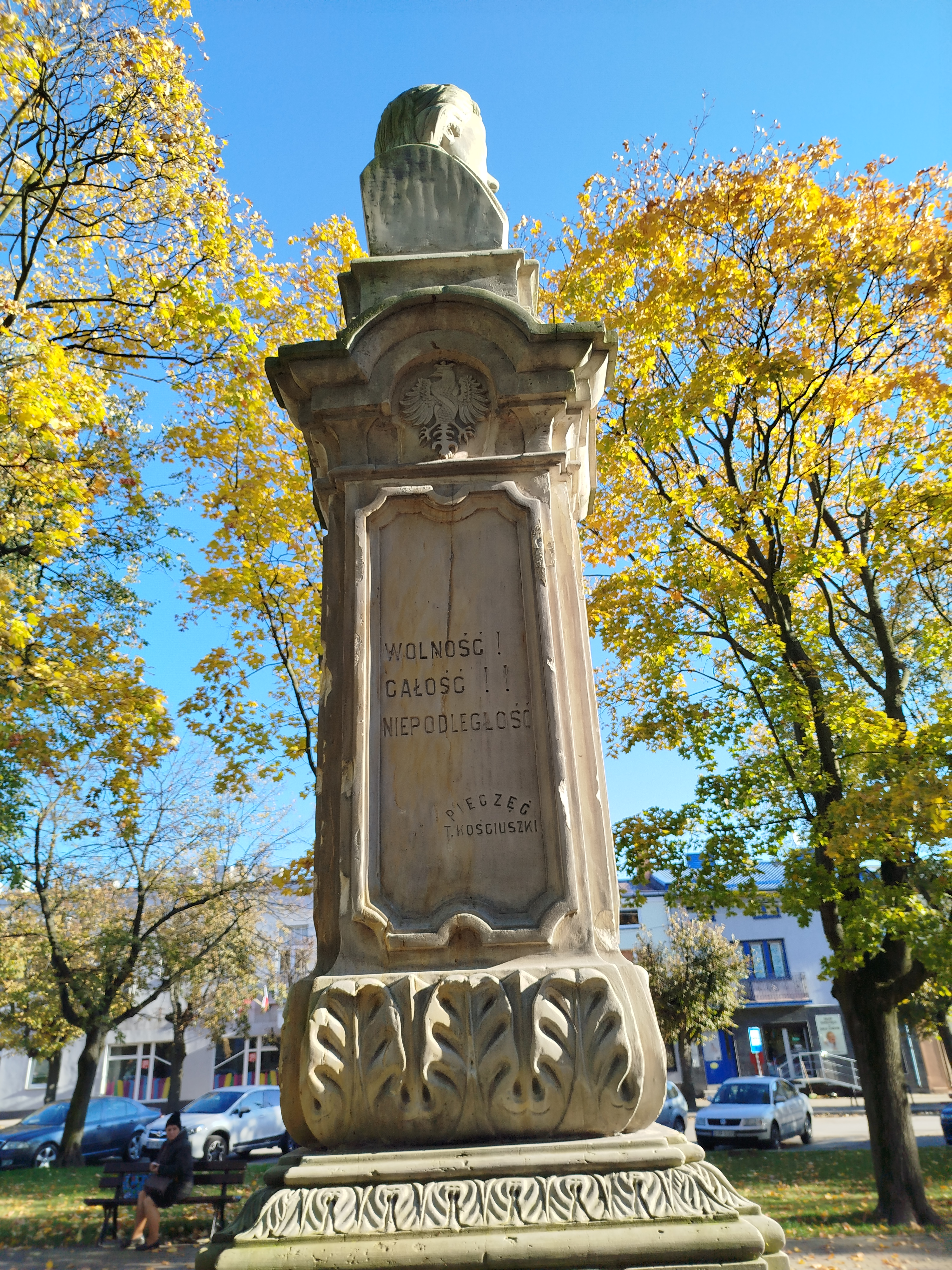
Pomnik Tadeusza Kościuszki w Opocznie – widok od strony zachodniej
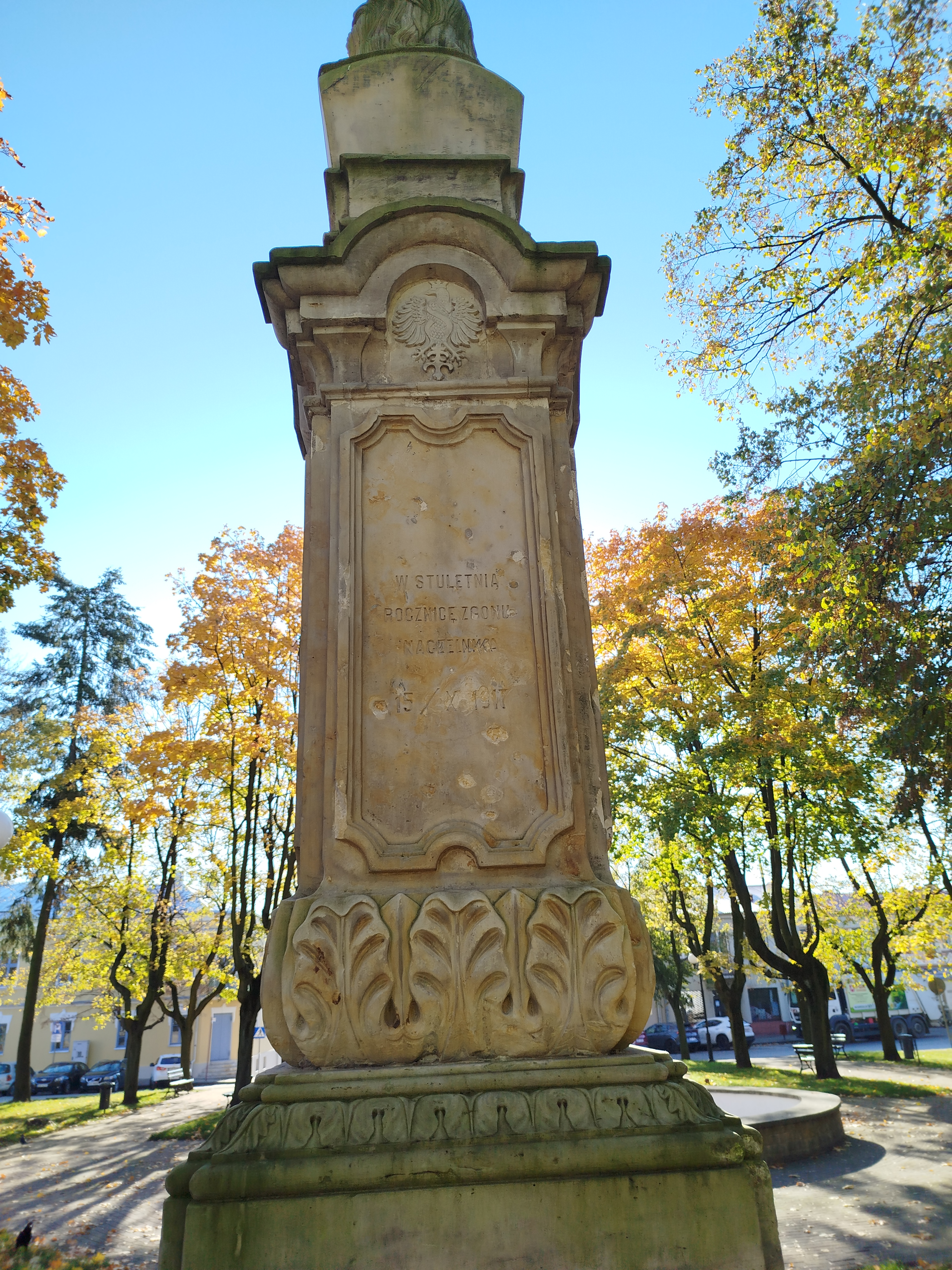
Pomnik Tadeusza Kościuszki w Opocznie – widok od strony północnej